# Culicoides longirostris
Culicoides longirostris är en tvåvingeart som beskrevs av Qu och Wang 1994. Culicoides longirostris ingår i släktet Culicoides och familjen svidknott. Inga underarter finns listade i Catalogue of Life.